# Brassica ruvo

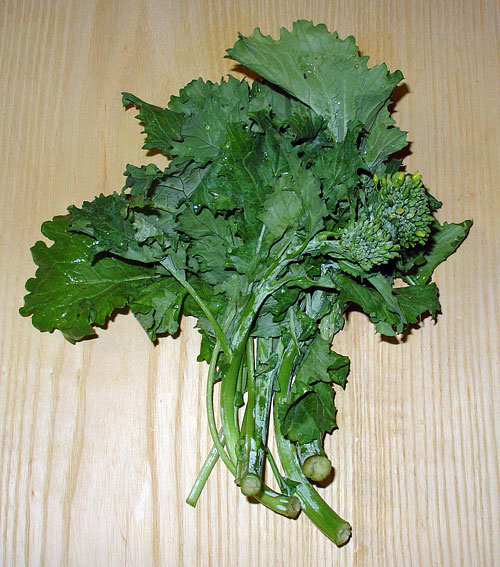

Brassica ruvo cunoscută și sub numele de rapini, friarelli, sau broccoli raab este o legumă verde cruciferă, cu frunzele, mugurii și tulpinile fiind toate comestibile; mugurii seamănă oarecum cu broccoli, dar nu formează o căpățână mare. Rapini este cunoscut pentru gustul său amar și este asociat în special cu bucătăria mediteraneeană.

## Clasificare
Originară din Europa, planta este un membru al tribului Brassiceae din Brassicaceae (familia muștarului). Rapini este clasificat științific ca Brassica rapa var. ruvo, sau Brassica rapa subsp. sylvestris var. esculenta. Napul și bok choy sunt soiuri (sau subspecii) diferite ale acestei specii.

## Descriere
Rapini are multe frunze cu vârfuri care înconjoară grupuri de muguri verzi care seamănă cu căpățâni mici de broccoli. Printre muguri pot să înflorească flori mici, galbene comestibile. Planta este o sursă de vitamine A, C și K, precum și de potasiu, calciu și fier.

## Utilizare culinară

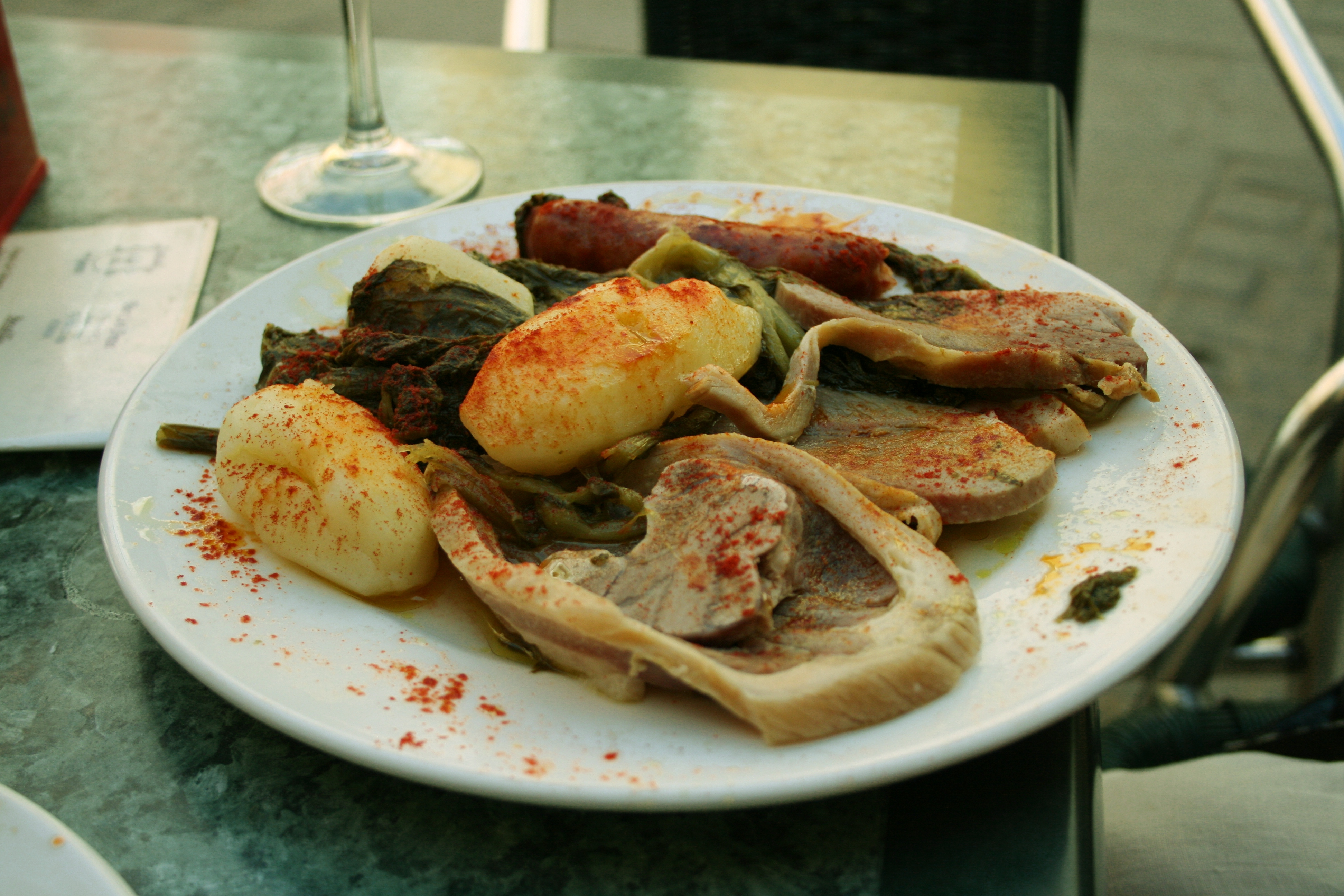
Lacón con grelos, un fel de mâncare tipic din Galicia: șuncă de porc cu rapini, împreună cu cartofi sotați și cârnați

Aroma de rapini a fost descrisă fiind ca de nucă, amară și înțepătoare, precum și cu aromă de migdale. Rapini are nevoie de puțin mai mult decât o tăiere la bază. Întreaga tulpină este comestibilă când este tânără, dar baza devine mai fibroasă pe măsură ce sezonul avansează. 
Rapini este utilizat pe scară largă în bucătăria Romei, precum și în sudul Italiei, în special în regiunile Sicilia, Calabria, Campania,  Apulia, În italiană, rapini se numeste cime di rapa sau broccoletti di rapa; în Napoli, leguma este adesea numită friarielli. În bucătăria portugheză, grelos de nabo sunt similare ca gust și textură cu broccoli raab. Rapini este popular și în regiunea Galiția din nord-vestul Spaniei; un festival de rapini (Feira do grelo) are loc în orașul As Pontes din Galicia în fiecare an, în luna februarie.
Rapini poate fi sotat sau fiert cu ulei de măsline și usturoi și uneori ardei iute și hamsii. Poate fi folosit ca ingredient în supă,  servit cu orecchiette, alte paste, sau cârnați la tigaie. Rapini este uneori (dar nu întotdeauna) blanșat înainte de a fi gătit.
În Statele Unite, rapini este popular în bucătăriile italo-americane; Frații D'Arrigo au popularizat ingredientul în Statele Unite și i-au dat numele de broccoli rabe. Broccoli rabe este o componentă a unor hoagies și sandvișuri submarine; în Philadelphia, un sandviș popular este friptura de porc în stil italian cu brânză provolone, broccoli și ardei. Poate fi o componentă a preparatelor cu paste, mai ales când este însoțită de cârnați italieni.